# Friday the 13th (phim 2009)
Thứ sáu ngày 13 (tựa tiếng Anh: Friday the 13th) là một bộ phim kinh dị chặt chém Mỹ công chiếu năm 2009. Đây là phần thứ 12 trong loạt phim Friday the 13th. Sau nhiều năm làm và phát triển thương hiệu phim kinh dị Friday the 13th, phim thu được số tiền bao gồm $373,860,472 trong tổng số 11 phần được hoàn thành.
Sau khi bộ phim Freddy vs. Jason được phát hành vào năm 2003, đạo diễn phim The Texas Chainsaw Massacre (Thảm sát cưa máy tại Texas) tên Marcus Nispel đã tuyên bố hợp tác với nhà sản xuất kiêm đạo diễn nổi tiếng là Michael Bay vào cuộc làm một bộ phim mới về dòng phim Friday the 13th. Đây là bộ phim thứ 12 sau tổng số 11 phần phim trước đó nói về những vụ giết người hàng loạt bí ẩn tại khu vực cắm trại mang tên hồ Crystal Lake bởi một tay sát nhân huyền thoại chuyên đeo mặt nạ hockey sắt mang tên Jason Voorhees.

## Nội dung
Thứ sáu, ngày 13 tháng 6 năm 1980. Trại hè khu hồ Crystal Lake trong một đêm mưa tầm tã, một cô gái trẻ chạy thục mạng trong cơn mưa. Mẹ của Jason Voorhees đuổi kịp cô và trách móc cô về việc con trai mình bị chết đuối. Sau một hồi thì mẹ Jason quyết định ra tay giết cô gái nhưng cô ta vớ lấy một con dao rựa và chặt đầu bà mẹ. Đầu bà ta rơi xuống đất và cô gái tiếp tục bỏ chạy trong cơn mưa. Jason Voorhees đã đứng đó, núp trong một bụi cây, và đã chứng kiến toàn bộ sự việc. Jason đứng bên cạnh cái xác của mẹ đã bị giết sau đó, nó cầm cọng dây chuyền của mẹ và mở ra. Khi đã nhớ những lời của mẹ, Jason đứng dậy cầm theo vũ khí và săn đuổi mục tiêu.
Năm 2009, một nhóm thanh thiếu niên nam nữ gồm Wade, Richie, Amanda, Mike và Whitney đi cắm trại ở khu hồ Crystal Lake. Tối đến Wade mang câu chuyện về tên sát nhân Jason ra kể và nói về sự trở lại của hắn ta. Sau khi cả nhóm ăn tối xong, Wade định ra chỗ nào đó đi vệ sinh, trong tay với thanh que sáng, anh phát hiện ra một lùm cây trồng cần sa, cúi xuống hít một hơi và nhìn lên, Jason Voorhees đứng đó trong khuôn mặt băng kín lao vào giết anh ta.
Trong lúc đó, đôi bạn Mike và Whitney đang đi sâu vào rừng, họ đến trước cổng trại hồ Crystal Lake. Họ bước vào trong và thấy một ngôi nhà cũ nát, và họ nhận ra đó là ngôi nhà của cậu bé Jason qua một chiếc giường nhỏ có khắc chữ "Jason". Lúc này tại trại, Richie và Amanda đang ân ái trong lều, Amanda nghe thấy tiếng động lạ liên tục và bảo Richie ra ngoài xem xét còn mình thì ở lại. Richie nghe lời khuyên và ra ngoài xem xét, đi được một lúc anh thấy que sáng lúc nãy của bạn mình tại chỗ cây cần sa. Anh bất chợt nhìn thấy một cái tai bên cạnh que sáng. Anh nhìn lên thấy xác của Wade được đặt ở gốc cây, hoảng sợ và vội bỏ chạy về trại. Trong lúc đó, Jason Voorhees lao đến tấn công lều Amanda khiến cô la hét kêu cứu.
Richie lao nhanh về và thấy Amanda bị trói trong bao và đang bị hơ trên lửa trại. Richie lao lên để cứu thì bị sập bẫy thú ở chân và nhìn bạn gái của mình chết trong sự tuyệt vọng. Quay lại với hai người bạn ở trong nhà Jason, sau một hồi tìm kiếm họ đã lôi ra được một cái đầu người chết. Đó là đầu người mẹ của Jason, ngay lúc này cửa ngôi nhà chợt đóng lại. Thấy lạ, Mike ra kiểm tra thì Jason Voorhees đứng ở dưới sàn nhà đâm dao rựa lên tấn công liên tiếp. Sau một hồi tấn công dữ dội, cuối cùng Jason giết chết Mike rồi lôi anh xuống nhà, Whitney sợ hãi và bỏ chạy thục mạng. Jason phá tung sàn nhà ngoi lên và đuổi theo.
Whitney chạy mãi chạy mãi và về lều của mình và kinh hoàng khi thấy Amanda bị thiêu cháy. Richie lúc này gào kêu cứu cô tới tháo chiếc bẫy thú ra khỏi chân cho mình, cô đang loay hoay tháo bẫy thì Jason lao nhanh đến như tên bắn và bổ một nhát dao vào đầu Richie. Whitney hét lên kinh hoàng và bò lùi ra sau, Jason vẫn lạnh lùng tiếp tục cầm dao lên và lao đến cô. Khi Jason vung dao lên thì màn hình phụt tắt.
Sáu tuần sau, một nhóm nam nữ thanh niên nữa lái xe đến hồ Crystal Lake và tình cờ gặp Clay, anh trai của Whitney đang đi khắp nơi để hỏi thăm về em gái mình. Từ đây, Clay gặp được một viên cảnh sát và một người thợ sửa chữa. Sau khi anh đi khỏi được vài tiếng thì lúc này người thợ sửa chữa mới vào trong kho xem tạp chí khiêu dâm, chợt có tiếng động lạ trên gác, anh ta bỏ tạp chí lên xem xét và tìm thấy một manocanh nữ. Đang chơi với manocanh nữ thì Jason từ sau lưng đi đến, cả hai lao vào nhau và ghì chặt, người thợ sửa chữa trong lúc giằng co kéo được tấm khăn trùm mặt của Jason xuống và thấy được khuôn mặt dị dạng khủng khiếp của hắn. Jason ngay lúc này rút ngay con dao rựa chuyên dụng ra và chém đứt cổ người thợ sửa chữa. Sau khi giết xong, Jason cúi xuống lấy lại tấm khăn trùm mặt thì hắn thấy chiếc mặt nạ hockey sắt, lượm lấy nó và đeo vào rồi nhìn trước gương.
Lúc này khi đã đến hồ Crystal Lake, nhóm bạn cắm trại quậy tứ tung. Đầu tiên Nolan rủ bạn gái Chelsea đi lướt ván trên hồ, đang trượt thì cô tuột tay rơi xuống nước. Nolan khoái trá hét lên vui sướng thì một mũi tên bắn từ đằng sau xuyên qua đầu anh. Nolan ngã xuống chết và cứ thế con thuyền mất lái lao vào Chelsea khiến nó sượt qua đầu khiến cô bị thương nhẹ. Chelsea lúc này kinh hoàng nhìn lên bờ thấy Jason tay đang cầm cây cung và nhìn cô, hắn ném cây cung đi và rút dao rựa ra. Chelsea kinh hoàng bơi ngược lại hồ, sau một hồi ngụp lặn, cô trốn dưới sàn bến. Jason đi tới và lượn quanh chỗ này, Chelsea tưởng Jason bỏ đi nhưng không, hắn đâm dao rựa xuống trúng vào ngay đầu Chelsea.
Clay và Jenna sau khi đi khảo sát xung quanh hồ Crystal Lake, họ đã nhìn thấy Jason và suýt bị hắn phát hiện. Họ tìm cách về trại để báo động cho những người còn lại. Lúc này anh bạn người Nhật Chewie sau khi làm gãy một cái ghế trên nhà đã xuống dưới hầm để lấy dụng cụ sửa chữa. Khi xuống đến đây với bản tính hiếu động, anh đã lấy một cây gậy hockey ra nghịch và chẳng may quật vỡ tan bóng đèn dưới hầm, hối hận vội vã lau dọn, Chewie gặp ngay Jason. Hắn ta tiến đến tóm lấy Chewie và nâng anh lên, trong lúc vô vọng thì Chewie chụp được một cái tuốc nơ vít để tấn công Jason, nhưng anh ta đã lầm. Jason bẻ ngược tay của Chewie lại và đâm vào cổ anh, tuốc nơ vít xuyên qua cuống họng khiến anh ta tử vong.
Lúc này, Clay và Jenna đã về và báo động cho mọi người về sự xuất hiện của Jason. Clay gọi điện báo cảnh sát, Jenna lo lắng thu xếp đồ đạc. Đồng thời ngay tại thời điểm đó, Bree và Trent đang ân ái trong phòng ngủ. Jenna cố đập cửa gọi họ nhưng không có tác dụng. Trong lúc Trent và Bree đang lên đỉnh, một cô gái chạy đến cửa kính phòng họ và cố gắng kêu cứu nhưng bị Jason bắt lại. Sau đó cả nhà mất điện. Anh chàng da đen Lawrence lo lắng và nhận trách nhiệm đi khởi động lại buồng điện và tìm Chewie. Lawrence chậm rãi đến buồng điện. Tại đây Lawrence thấy xác của Chewie treo trên trần nhà. Jason lại xuất hiện sau lưng Lawrence, anh ta chiến đấu với hắn và chạy thục mạng ra ngoài. Jason đuổi theo và lấy một cái rìu ném mạnh vào Lawrence. Rìu bay nhanh đến và bổ vào lưng của Lawrence khiến anh ta ngã xuống đau đớn, anh ta gào lên kêu cứu và báo động những bạn khác ở trong nhà. Do sợ Jason nên không ai dám ra giúp anh ta, Jason lúc này chỉ cần tiến đến nhẹ nhàng kéo Lawrence lên và xiên thanh rìu qua người cho anh ta chết trong đau đớn.
Nhóm bạn lo lắng và đi xung quanh nhà để tìm lối ra, Bree đi trong nhà và kéo rèm trong góc tối. Jason xuất hiện sau lưng và nhấc cô lên, sau một hồi giãy giụa, Jason đập mạnh đầu cô vào tường nơi có một đồ vật trang trí và treo cô ta chết ở trên đó. Lúc này viên cảnh sát của khu vực đã đến để kiểm tra, ông ta gõ cửa và hô "Cảnh sát đây!". Ngay lúc chờ đợi thì Jason nhảy từ trên mái nhà xuống trong sự bất ngờ của viên cảnh sát và dùng cây sắt đâm xuyên vào mắt của ông và đâm thủng cửa lúc nhóm bạn chạy đến trong sự khiếp sợ.
Họ lúc này hoảng loạn thật sự, Trent phát điên và rút súng ra bắn lung tung. Họ tháo chạy ra ngoài và khi Trent vào xe cảnh sát lấy bộ đàm ra gọi thì xác Bree rơi xuống trúng xe. Trent hoảng sợ chạy vào rừng và khi qua một rãnh nhỏ anh đã làm rơi mất khẩu súng. Bỏ chạy tiếp, Trent gặp xe ô tô của một ông già, tưởng thoát nạn nhưng không. Jason đứng sau lưng Trent và đâm xuyên dao rựa từ sau lưng qua ngực anh. Ông già thấy thế cuống cuồng cho xe chạy, Jason hất mạnh Trent vào thanh móc sau xe của ông già khiến ông ta kéo lê cái xác của Trent đi theo sau xe.
Clay và Jenna chạy đến nhà của Jason, từ đây họ phát hiện ra một người mất tích do bị Jason bắt chính là Whitney - em gái của Clay. Jason lúc này trở về nhà và lao xuống hầm. Khi chạy trốn, Clay định kéo Jenna lên thì Jason đã đâm chết cô. Họ chạy lên nhà kho và có một cuộc giao đấu một mất một còn với Jason.
Clay suýt bị giết nếu như Whitney không đưa ra cọng dây chuyền của mẹ Jason cho hắn thấy để hắn dừng tay một lúc. Clay lợi dụng lúc đó cầm lấy một cái bẫy thú và đập vào vai hắn ta rồi lấy dây xích cuốn vào cổ hắn. Sau một hồi vật lộn khi Jason bị treo cổ không chết, họ ném dây xích vào máy xay lúa cuốn sợi xích lại và nó kéo đầu Jason vào đó. Whitney lúc này cầm dao rựa lên và nói bằng lời của mẹ Jason, khi Jason quay mặt lại thì Whitney đâm dao rựa vào ngực hắn ta, phần đầu sau của Jason bị kéo vào máy xay lúa và xay thẳng vào não. Jason Voorhees lúc này đã chết.
Trong đoạn kết, Clay và Whitney đang đứng ở sàn bến sau khi hạ được Jason Voorhees. Họ cùng nhau ngồi bên hồ Crystal Lake. Clay ném cái xác của Jason không mang mặt nạ xuống nước, tiếp tục anh đá nốt chiếc mặt nạ sắt của hắn. Whitney buồn bã nhìn cọng dây chuyền của mẹ Jason rồi đưa tay thả nó xuống mặt nước. Chiếc mặt nạ sắt và cọng dây chuyền giờ được nằm cạnh nhau ở dưới đáy hồ. Khi Clay định tiến đến an ủi Whitney, Jason bất ngờ từ dưới nước chồm lên phá tan sàn bến và tóm lấy Whitney. Từ đây huyền thoại về Jason Voorhees và hồ Crystal Lake vẫn tiếp tục sống mãi.

## Các diễn viên
- Jared Padalecki - Trong vai - Clay Miller: Jared Padalecki thủ vai Clay Miller là nam diễn viên từng đóng bốn phần phim kinh dị truyền hình thành công nhất mang tên "Supernatural". Ngoài đóng phim truyền hình ra anh còn tham gia vào một số bộ phim khác như A Little Inside, Matt Nelson, Silent Witness Sam, Flight of the Phoenix, House of Wax, Room 401, Cry Wolf, Thomas Kinkade's Home for Christmas. Anh sinh ngày 19/7/82 tại San Antonio, thuộc Texas, Mỹ với cái tên đầy đủ là Jared Tristan Padalecki. Anh bắt đầu với sân khấu điện ảnh Hollywood là vào năm 1999 với bộ phim A Little Inside, tuy nhiên phải mãi đến năm 2005 anh mới được biết đến danh tiếng.
- Danielle Panabaker - Trong vai - Jenna: Với tên thật là Danielle Nicole Panabaker (sinh ngày 19 tháng 9 năm 1987) là một nữ diễn viên người Mỹ. Cô được nhiều người biết đến qua các bộ phim Stuck in the Suburbs, Read It and Weep, Sky High. 12 tuổi, Danielle Panabaker đã làm quen với sân khấu kịch chỉ vì bố mẹ cô bé muốn con mình sẽ có thể tự lập sớm và giao tiếp tốt với những đứa trẻ khác. Nhưng rồi những vai diễn cứ cuốn Danielle Panabaker theo và cô bé cũng chẳng khó khăn để chiến thắng trong các cuộc tuyển vai và làm người mẫu quảng cáo sau đó. Mùa Thu năm 2002, Danielle Panabaker quyết định bỏ học và tới Los Angeles tìm cơ hội. 14 tuổi, cô bé đã nhận được học bổng tại trường Cao đẳng Cộng đồng, vừa đi học, Danielle vừa lao đầu vào những vai diễn mới. 16 tuổi, Danielle đã xuất hiện như cơm bữa trên truyền hình qua các tiết mục quảng cáo và show The Guardian, chương trình đã mang về cho cô giải Nghệ sĩ mới xuất sắc nhất. Sau đó là hàng loạt các vai diễn trong Malcolm in the Middle, Family Affair, CSI, The Division... và vai chính trong Sex and the Single Mom, Empire Falls. 18 tuổi, Danielle Panabaker đã có trong tay không ít những vai diễn đình đám. Quan trọng hơn, cô bé đến từ Georgia này còn sở hữu một vẻ đẹp từng được coi là Rachel McAdams thứ 2.
- Amanda Righetti - Trong vai - Whitney Miller: Vốn là một trợ lý và chưa bao giờ đóng phim, Amanda Righetti xuất hiện lần đầu tiên trong phim Friday the 13th dưới cái vai phụ Whitney Miller. Cô sinh ngày 4/4/1983 tại St. George, Utah, Mỹ. Về đời tư thì cô có một người chồng diễn viên tên là Jordan Alan, hai người lấy nhau vào ngày 29/4/2006. Gia đình anh em của Amanda có tất cả tám người bao gồm sáu chị em gái và một người anh trai.
- Travis Van Winkle - Trong vai - Trent: Sinh ngày 4/11/1982 tại Victorville, tiểu bang California, Mỹ và là một diễn viên khởi nghiệp từ năm 2004. Những phim được chú ý nhất của Travis Van Winkle bao gồm các phim giải trí như Meet the Spartans và phim bom tấn Transformers của đạo diễn Michael Bay. Tuy không hẳn là một siêu sao nhưng một ngày nào đó Winkle lại mong muốn được ghi danh trên đại lộ của Hollywood.
- Aaron Yoo - Trong vai - Chewie: Sinh ngày 12/5/1979, người diễn viên Hàn Quốc này được sinh ra tại Mỹ thuộc East Brunswick, tiểu bang New Jersey. Theo như được rõ, những gì được biết về Aaron Yoo lại không nhiều do anh ta chỉ đóng những vai phụ từ năm 2007 đến nay và những gì thu lại qua những vai diễn đó chỉ dừng lại ở mức tầm trung.
- Derek Mears - Trong vai - Jason Voorhees: Là một siêu sao đóng thế trong các phim truyện và phim truyền hình, Derek Mears là một diễn viên đóng thế chuyên nghiệp thành công nhất từ trước tới nay khi thủ vai nhân vật sát nhân huyền thoại Jason Voorhees trong loạt series Friday the 13th. Về tiểu sử thì tên đầy đủ của anh ta là Derek Mears, sinh ngày 20/5/1970 tại Bakersfield, tiểu bang California, Mỹ. Anh xuất hiện trong khá nhiều phim nhựa nổi tiếng như Zathura, The Hills Have Eyes 2, Pirates of the Caribbean: Dead Man's Chest, Indiana Jones and the Kingdom of the Crystal Skull trong số đó còn có những phim tiêu biểu như Alias, Nash Bridges, Men in Black II, The Shield, CSI NY, My Name Is Earl, Mr. & Mrs. Smith, CSI Miami, Blades of Glory, Wild Wild West. Ngoài Derek Mears thủ vai Jason Voorhees thành công ra thì còn có một diễn viên khác cũng thành công không kém anh ta đó là Kane Hodder từng thủ vai liên tiếp trong các series phim chính bao gồm Friday the 13th Part VII: The New Blood, Friday the 13th Part VIII: Jason Takes Manhattan, Jason Goes to Hell: The Final Friday và cuối cùng là dừng chân tại bộ phim Jason X trong loạt series phim Friday the 13th.
- Arlen Escarpeta - Trong vai - Lawrence
- Julianna Guill - Trong vai - Bree
- Ryan Hansen - Trong vai - Nolan
- Willa Ford - Trong vai - Chelsea
- Nick Mennell - Trong vai - Mike
- Jonathan Sadowski - Trong vai - Wade
- Ben Feldman - Trong vai - Richie
- America Olivo - Trong vai - Amanda
- Nana Visitor - Trong vai - Pamela Voorhees: Tên thật là Nana Tucker, sinh ngày 26/7/1957 tại thành phố New York, Mỹ. Làm nghề trợ lý, bà thủ vai Kira Nerys trong phim truyền hình nhiều tập nổi tiếng Star Trek: Deep Space Nine. Xuất hiện trong phim Friday the 13th với vai bà mẹ Pamela Voorhees, người trợ lý này chỉ xuất hiện dưới một cảnh nhỏ được coi là mắt xích quan trọng cấu thành nên bộ phim truyền kỳ kinh dị nổi tiếng này.
- Caleb Guss - Trong vai - Jason Voorhees lúc nhỏ

## Thông tin phim
Hãng phim New Line Cinema sau khi đã cho nhà làm phim Toby Emmerich tiếp cận với đạo diễn Michael Bay thông qua việc xuất hiện trên MTV vào ngày 8/1/2007 bằng cách tuyên bố hợp tác sản xuất với ba hãng sản xuất làm phim khác bao gồm Platinum Dunes, Paramount Pictures, MTV Films về việc tiếp tục làm tiếp một phiên bản phim Friday the 13th mới toanh trong cùng một thời gian mà họ đã làm với bộ phim The Texas Chainsaw Massacre sau khi trao đổi và nhượng quyền ấn phẩm thương mại về tên và thương hiệu của bộ phim sẽ được làm lại.
Cuối cùng, không giống như những gì đã từng làm với phim The Texas Chainsaw Massacre làm lại vào năm 2003 và 2005, Friday the 13th được các nhà sản xuất quyết định làm một phiên bản kể chuyện hoàn toàn mới không theo bản gốc phim nguyên thủy cũ. Từ đây phim Friday the 13th đã viết thêm chương thứ 12 cho mình trong tổng số series phim đã đóng từ trước đó từ năm 1980 bằng thể loại phim kinh dị hay nhất.

## Lịch sử của dòng phim Friday the 13th
Hãng phim Paramount Pictures trước kia là chủ sở hữu của 8 phiên bản phim Friday the 13th từ năm 1980 đến 1989, sau một thời gian làm và gặt hái được nhiều thành công nhất định nên họ đã bán tiếp thương hiệu phim Friday the 13th cho đối tác là hãng phim New Line Cinema (cũng từng được biết đến thành công khác qua bộ phim kinh dị có thể loại tương tự đó là A Nightmare on Elm Street).
Từ đây hãng phim New Line Cinema đã cho ra đời liên tiếp ba sản phẩm không thuộc tên thương hiệu Friday the 13th đó là Jason Goes to Hell: The Final Friday, Jason X và cuối cùng là tựa phim hợp tác giữa hai sản phẩm đó là Freddy vs. Jason từ những năm 1993 đến 2003 sau hơn 10 năm tồn tại và phát triển thương hiệu. Với ba sản phẩm trên, New Line Cinema chỉ thành công duy nhất với hai phiên bản Jason X và Freddy vs. Jason do vẫn thuộc dòng phim gây cảm giác mạnh.
Do mất quá nhiều thời gian phát triển nội dung phim trong khi hãng Paramount Pictures cũ lại có thể phát triển liên tiếp mỗi năm một phim trên thương hiệu phim Friday the 13th nên trong khoảng thời gian từ năm 2003 trở đi, New Line Cinema mới có một quyết định khá gượng gạo khi lại phải phối hợp với tiền thân Paramount Pictures. Mất khoảng thời gian thương thảo khá lâu Paramount Pictures một lần nữa lại đưa thương hiệu độc quyền của mình trở lại màn ảnh vào năm 2009 với nguyên tựa gốc của phim.
| Tên phim                                                   | Đạo diễn           | Người viết kịch bản                             | Nhà sản xuất                           |
| 1. Friday the 13th (1980)                                  | Sean Cunningham    | Victor Miller                                   | Sean Cunningham                        |
| 2. Friday the 13th Part 2 (1981)                           | Steve Miner        | Ron Kurz                                        | Steve Miner                            |
| 3. Friday the 13th Part III (1982)                         | Steve Miner        | Martin Kitrosser & Carol Watson                 | Frank Mancuso Jr.                      |
| 4. Friday the 13th: The Final Chapter (1984)               | Joseph Zito        | Barney Cohen                                    | Frank Mancuso Jr.                      |
| 5. Friday the 13th: A New Beginning (1985)                 | Danny Steinmann    | Martin Kitrosser, David Cohen & Danny Steinmann | Timothy Silver                         |
| 6. Friday the 13th Part VI: Jason Lives (1986)             | Tom McLoughlin     | Tom McLoughlin                                  | Don Behrns                             |
| 7. Friday the 13th Part VII: The New Blood (1988)          | John Carl Buechler | Manuel Fidello & Daryl Haney                    | Iain Paterson                          |
| 8. Friday the 13th Part VIII: Jason Takes Manhattan (1989) | Rob Hedden         | Rob Hedden                                      | Randy Cheveldave                       |
| 9. Jason Goes to Hell: The Final Friday (1993)             | Adam Marcus        | Jay Huguely, Adam Marcus & Dean Lorey           | Sean Cunningham                        |
| 10. Jason X (2002)                                         | James Isaac        | Todd Farmer                                     | Noel Cunningham                        |
| 11. Freddy vs. Jason (2003)                                | Ronny Yu           | Damian Shannon & Mark Swift                     | Sean Cunningham                        |
| 12. Friday the 13th (Phim làm lại 2009)                    | Marcus Nispel      | Damian Shannon & Mark Swift                     | Michael Bay, Andrew Form & Brad Fuller |